# Pilumnus prunosus
Pilumnus prunosus is een krabbensoort uit de familie van de Pilumnidae. De wetenschappelijke naam van de soort is voor het eerst geldig gepubliceerd in 1897 door Whitelegge.